# Famille Podgorski

Armes des Podgórski

La famille Podgórski est une famille subsistante de la noblesse polonaise. La filiation prouvée de cette famille remonte au XVIe siècle. Comme de nombreux nobles polonais, une partie de la famille Podgorski a émigré vers l'Ouest (Belgique, France, Angleterre...) entre 1930 et la fin de la Seconde Guerre mondiale.

## Patronyme
Podgórski (forme féminine : Podgórska) : nom de famille polonais enregistré depuis 1508. Il désigne celui qui habite au pied de la montagne (pod = près de, sous + gór = montagne, colline). Avec un sens voisin : Podgóry, ou du nom local Podgórze , en y ajoutant le contrôle –ski → Podgórski.
Le nom de famille s'écrit Podgórski, mais il est fréquemment écrit Podgorski en Europe occidentale.

## Armoiries
Selon Minakowski, tous les Podgórski n'appartenaient pas au même clan et portaient donc différentes armes, on retrouve les armoiries des Podgórski, Belina, Doliwa, Dołęga, Jelita, Odrowąż, Ostoja, Pilawa et Pobóg.
Le clan polonais ne fait pas référence à la consanguinité et la territorialité, comme le clan écossais ou les Lignages de Bruxelles, mais à l’appartenance, au Moyen Âge, au même groupe de guerriers (ou chevaliers). Il y a ainsi des centaines de familles différentes à l'intérieur de chaque clan et toutes ont le droit d’utiliser le même blason.

Herb Belina
Herb Dołęga
Herb Doliwa
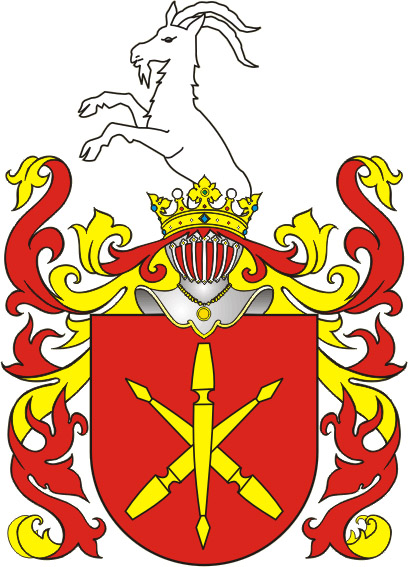
Herb Jelita
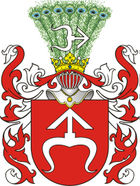
Herb Odrowąż
Herb Ostoja
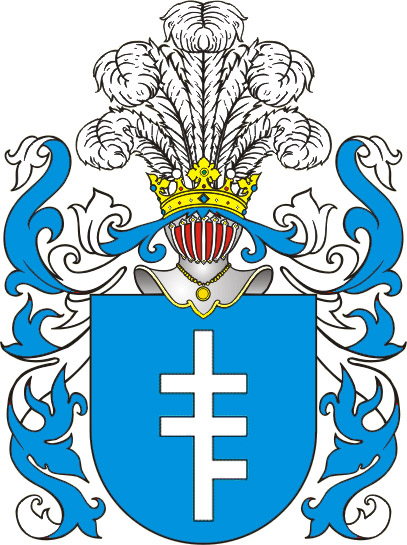
Herb Pilawa
Herb Pobóg

## Personnalités
- Sebestyan Podgórski, soldat ayant fait preuve de courage à la bataille de Pleszków (1582), anobli en 1581.
- Marcin Podgórski (du Clan Dołęga), trésorier royal en 1593.
- Karol Podgórski (du Clan Ostoja - décédé en 1781), général de division de l'armée prussienne en poste dans la région de Warmie (Ermeland).
- Stefan Władysław Podgórski, assassiné à Katyń par les Russes en 1940.

## Alliances
Jaworski, Leszczyński, Sabat, Sierakowski, Biernaciak, Preuvot, Vallet, de Lacroix, Dudek, Kosiński, Joly, van Marcke, Delaunay, Van Parijs, Sierakowski, del Fosse, Liebmann, Warest-Szczypek Podgórski, (von) Halborn, von Hochberg, James,
Adamski, de Beaumont, Martens, Cepek, Gantzmann, Fischer, Imbach-Lichtfuss, Sobiecki (...)